# روبن گلاریا
روبن گلاریا (اسپانیایی: Rubén Glaria‎؛ زادهٔ ۱۰ مارس ۱۹۴۸) یک بازیکن فوتبال، سیاست‌مدار و سرمربی اهل آرژانتین است.
از باشگاه‌هایی که در آن بازی کرده‌است می‌توان به باشگاه فوتبال راسینگ کلاب و سن لورنزو اشاره کرد.
وی همچنین در تیم ملی فوتبال آرژانتین بازی کرده است.